# تشيبيتا
تشيبيتا إس. آي. (بالإنجليزية: .Chipita S. A)‏ هي شركة غذائية يونانية يقع مقرها في أثينا، اليونان. اعتبارًا من عام 2016، تعمل الشركة في 56 دولة.

## تاريخ
تشيبيتا هي شركة أغذية يونانية تأسست في عام 1973، تنتج وتسوق وجبات خفيفة مالحة وحلوة. في عام 1991، قدمت تشيبيتا أحد منتجاتها الرئيسية، 7 دايز كرواسان - وهي وجبة خفيفة مخبوزة مغلفة بشكل فردي مع فترة صلاحية طويلة. حاليا، يتم تصنيع منتجات تشيبيتا في مصانع تقع في 11 دولة مختلفة ويتم تسويقها للمستهلكين في ما مجموعه 56 دولة، إما بشكل مباشر أو من خلال شراكات إستراتيجية.
تمتلك المجموعة 8 مصانع قطاع خاص مملوكة في اليونان وبلغاريا وبولندا وروسيا ورومانيا وتركيا وسلوفاكيا (2020). بالإضافة إلى ذلك، تعمل 6 مصانع أخرى من خلال شراكات إستراتيجية في المملكة العربية السعودية والمكسيك وماليزيا والهند. منذ هذه الفترة، أنشأت تشيبيتا أيضًا مكاتب تجارية في 11 دولة - جمهورية التشيك وألمانيا والمجر وصربيا وسلوفاكيا وكرواتيا ودول البلطيق وجورجيا وأوكرانيا وبيلاروسيا والمملكة المتحدة. يتم تسليم سلع تشيبيتا، التي تم إنتاجها في 16 مصنعًا للتصنيع في 11 دولة مختلفة، للمستهلكين في ما مجموعه 56 دولة، إما بشكل مباشر أو غير مباشر من خلال شراكات إستراتيجية.
توظف تشيبيتا أكثر من 5800 شخص من أكثر من 30 جنسية مختلفة. يتم توظيف حوالي 4700 منهم مباشرة بواسطة تشيبيتا والباقي من خلال الشركات الشريكة الاستراتيجية.

## منتجات
7 دايز: المنتجات القائمة على الطحين الحلو والمالح.
المنتجات: الحلوة: كرواسون 7 دايز حبة واحدة، 7 دايز كرواسون صغير، 7 دايز كيك كيك، 7 دايز بسكويت الطحين: رولز مخبوزة، رولز مخبوز صغير، فواكه ومكسرات بيزتي
فينيتي: مجموعة الحلويات تشبيتا
المنتجات: شوكولاتة فينيتي، أصابع وتغميسات فينيتي، أصابع ويفر فينيتي، فينيتي سبريد
تشيبساو: موجهة للأطفال، تشيبساو هي علامة تجارية مخصصة للوجبات الخفيفة ومنتجاتها
تتضمن هدية مجانية، مثل ملصق أو لعبة.
المنتجات: تشيبيساو كروسان واحد، كرواسون شيبيساو الصغير، بسكويت شيبيساو، تشيبيساو كيك

### شراكات المشاريع المشتركة
شكلت تشيبيتا إس. آي. شراكات المشاريع المشتركة في المكسيك، الهند، السعودية، ماليزيا.
المملكة العربية السعودية: تأسس مصنع الأغذية الحديثة في عام 2009 في المملكة العربية السعودية كمشروع مشترك بين تشيبيتا والمراعي ومجموعة العليان. يقع مقر شركة مصنع الأغذية الحديثة في الرياض ولديها مصانع في جدة، الخرج، وحائل. في عام 2009، قُدم «كرواسون 7 دايز» في السعودية. بعد ذلك دخل أيضًا السوق الكعك، «7 دايز سويس رولز» و«7 دايز كيك بار»، بينما أُطلق في عام 2018 «7 دايز رولز مخبوز» في السوق. مصنع الأغذية الحديثة موجود أيضًا في الإمارات العربية المتحدة والكويت وعمان والبحرين.

## روابط خارجية
- الموقع الرسمي